# Elmer McCollum
Elmer Verner McCollum, född 3 mars 1879, död 15 november 1967, var en amerikansk biokemist. 
McCollum var 1907-1917 professor i biokemi vid University of Wisconsin och 1917-1946 vid Johns Hopkins University i Baltimore.
McCollum isolerade de tillväxtfaktorer som idag kallas vitamin A och vitamin B och skilde på fettlösliga och vattenlösliga former. Han visade också att B inte var en kemisk förening, utan ett sammansatt komplex. McCollum och biokemistudenten Marguerite Davis gav dessa faktorer bokstavsbeteckningar eftersom deras kemiska struktur ännu inte hade bestämts, och de därför inte kunde ges riktiga kemiska namn.
Han invaldes 1943 som utländsk ledamot av svenska Vetenskapsakademien.